# OS X
macOS (tidligere Mac OS X og derefter OS X) er et styresystem til Apple Macintosh-computere, som har Darwin-kernen som basis. Seneste udgave er macOS Catalina (10.15).

## Historie
Det stod i midten af 1990'erne klart, at hvis Apple skulle overleve, måtte der ske et radikalt skift i det styresystem, computerne anvendte på trods af at Apple havde skiftet arkitektur fra Motorola 68k til PowerPC-arkitekturen. Der gik endda rygter om, at Apple ville købe og overtage BeOS, men som en stor overraskelse købte firmaet NeXTSTEP i stedet for – og bragte dermed Steve Jobs tilbage i direktørstolen, samt NeXTSTEP's glimrende programmeringsbiblioteker – sammenfattet i OpenStep. En del år var der radiotavshed fra Apple angående det nye styresystem – men i 2000 blev den nye version, Mac OS X, annonceret, og der blev udgivet adskillige betaversioner før den endelige udgivelse af 10.0

## Virus/Vira på OS X
Siden Apples macOS styresystemet blev frigivet i 2001, har der aldrig været rapporteret om en succesfuld computervirus på macOS, der har spredt sig fra computer til computer og inficeret dem. Der har været rapporteret om få såkaldte trojanske heste og malware, der via brugerinteraktion (altså hvor brugeren selv aktiverer infektionen) kan bevirke at skadelig kode aktiveres. Heller ikke spyware, er et udbredt fænomen på macOS

## OS X 10.0 "Cheetah"
- UNIX-kerne (FreeBSD og Mach)
- Avanceret "Aqua"-brugerflade. Hele systemet er i PDF-format, hvilket resulterer i en meget interaktiv og levende oplevelse.
- Ingen DVD-afspiller
- Blev kritiseret for at være for langsom på selv Apples hurtigste maskiner
- Masse nyskabelser i forhold til de klassiske Mac OS
- Inkluderede "Classic", et program til at køre de gamle styresystemer og deres programmer direkte i OS X

## OS X 10.1 "Puma"
- Den første rigtige udgave af OS X, der indeholder kraftige ydelsesforbedringer i forhold til version 10.0
- Blev udgivet gratis
- Inkluderede en DVD-afspiller og en ny Finder
- Ny kerne

## OS X 10.2 "Jaguar"
- Quartz Extreme (hardware-acceleration af brugerfladen)
- CoreAudio, en helt ny lydarkitektur der virkelig sætter Apple i front mht. professionel lyd
- Helt ny Kernel, Terminal og Finder
- Bedre UNIX-faciliteter, som gjorde kompilering af de fleste Linux/Ubuntu-programmer mulig
- 10.2.7 var den første version af OS X som understøttede de nye PowerPC G5 processorer.

## OS X 10.3 "Panther"
- Safari, en ny webbrowser baseret på Konqueror fra KDE
- Exposé, en funktion der gør det nemmere at danne sig et overblik over alle vinduerne i brugerfladen.
- Nyt udseende, som virker mere blødt på øjnene
- Radikal, ny kernel som er meget hurtigere end den traditionelle
- XCode 1.x, ny udviklingsværktøjer, omfatter GCC 3.x
- Automatisk defragmentering (Harddisken optimeres automatisk hvilket gør systemet hurtigere)

## OS X 10.4 "Tiger"
- Quartz 2D Extreme, mere hardwareacceleration af brugerfladen
- Dashboard, desktopværktøj som skaber og viser widgets på skrivebordet, fx vejrudsigt, oversætter, ordbog mv.
- Spotlight, metadata søgesystem som gennemsøger samtlige filer i en database inden for 2-3 sekunder.
- Core Data, et API til enkel implementation af databaseprogrammer
- Core Image, et meget enkelt API til skabelse og manipulation af billeder, som understøtter hardwareacceleration på grafikkortet
- Core Video, behandling af bevægelige billeder med Core Image
- XCode 2.x, med GCC 4.x, som understøtter auto-vektorisering for optimeret kode til PowerPC G4- og G5-processorer.
- QuickTime 7.0, skrevet i Cocoa med QTKit. Understøtter H.264-standarden for ekstremt komprimeret kvalitetsvideo.

Understøtter både Intel- og PowerPC-processorarkitektur.

## OS X 10.5 "Leopard"
- Opdateret Finder.
- Hurtigere og bedre Spotlight (søgefunktion).
- Spaces, mulighed for at have flere arbejdssessioner/skriveborde af gangen.
- Time Machine, et program som automatisk tager backup af hele maskinen og kan finde tilbage i gamle filer.
- Boot Camp gør det muligt at have dualboot med to operativsystemer.
- Opdateret Dock (Startlinien i Mac OS X).
- Ny Front Row med samme udseende som Apple TV.
- Ny Apple mail med funktioner som notater og todo-lister.
- Quick Look gør det muligt at se indholdet lynhurtigt af dokumenter, billeder og film/PDF dokumenter etc., uden at behøve at åbne et program til det.

Det er den sidste version der understøtter PowerPC.

## OS X 10.6 "Snow Leopard"
Understøtter kun Intel-baserede computere.
- Support for Microsoft Exchange
- 64-bit adressering, computeren kan dermed behandle dobbelt så mange instruktioner pr. taktfrekvens, hvilket øger antallet af udregninger og andre opgaver drastisk. Næsten alle mac programmerne fra Apple er nu 64 bit
- OS X Snow Leopard kan styre op til 16 EB (exabytes), det er 16 milliarder GB data på indbygget eller eksterne harddisk etc.

Kan nu understøtte op til 16 TB RAM (16.000 GB) - det er indbygget hukommelse, ca. 500 gange mere end hvad nutidens Mac-computere kan bruge i dag.
- Grand Central Dispatch – er et sæt teknologier – det første af sin art – der gør det meget nemmere for udviklere at presse hver eneste dråbe kraft ud af systemer med flere kerner.
- OpenCL – (Open Computing Language) C-baseret programmeringssprog
- QuickTime X, den næste generation af QuickTime, bygger på medieteknologier i Mac OS X
- Mac App Store

## OS X 10.7 "Lion"
- Multi-Touch-bevægelser
- Programmer på fuld skærm
- Mission Control
- Launchpad
- Resume
- Auto Save

## OS X 10.8 "Mountain Lion"
- Påmindelser
- Noter
- Beskeder
- Meddelelsescenter
- Powernap
- Deling
- Facebook
- Twitter
- AirPlay
- Gamecenter
- Gatekeeper

## OS X 10.9 "Mavericks"
- For første gang er OS X gratis
- Kort
- iBooks
- iCloud Keychain
- Forbedret batterilevetid

## OS X 10.10 "Yosemite"
- Continuity
- Handoff
- 10.10.4: Native TRIM support af 3. parts SSD diske.[2][3]

## OS X 10.11 "El Capitan"
- System Integrity Protection - højere sikkerhed for/fra root-bruger.[4]
- Væsentlig hurtigere
- Split view i Safari
- Forbedret Noter app
- Support for Metal (Dette gør den grafiske del af applikationerne meget hurtigere)

## OS X/macOS 10.12 "Sierra"
- Navnet på styresystemet ændres fra "OS X" til macOS for at passe sammen med iOS tvOS og watchOS
- Siri bliver for første gang tilgængeligt på Mac
- Ny og forbedret Fotos app
- Apple Pay kan nu bruges på computeren (Dette gælder dog kun lande med understøttelse af Apple Pay)
- Nye funktioner i Continuity

## macOS 10.13 "High Sierra"
- HFS+ (Også kaldt: Mac OS Extended) filsystemet bliver skiftet ud med APFS (Apple File System)
- Metal 2 (API) bliver introduceret til Mac
- Ydeevnen af alt Macintosh hardware er forbedret